# Buzgómócsing szomszéd
A Buzgómócsing szomszéd (eredeti cím: Busybody Bear) 1952-ben bemutatott amerikai rövid rajzfilm, amely Barney medve című rajzfilmsorozat 18. része. A forgatókönyvet Jack Cosgriff és Heck Allen írta, a rövid rajzfilmet Dick Lundy rendezte, a zenéjét Scott Bradley szerezte, a producere Fred Quimby volt, a Metro-Goldwyn-Mayer készítette és forgalmazta.
Amerikában 1952. december 20-án mutatták be, Magyarországon 1988. december 25-én az MTV1-es csatornán vetítették le a televízióban.

## Szereplők
| Szereplő     | Eredeti hang | Magyar hang |
| ------------ | ------------ | ----------- |
| Barney medve | Paul Frees   | Szabó Ottó  |
| Hód          | Paul Frees   | Borbás Gabi |